# Salix taraikensis
Salix taraikensis — вид квіткових рослин із родини вербових (Salicaceae).

## Морфологічна характеристика
Це невелике дерево чи кущ. Гілочки каштаново-коричневі, голі. Листки на ніжках 5–7 мм, голих; листкова пластинка еліптична, рідше майже округла чи зворотно-ланцетна, (2)6–10 × (1.5)4–5 см, обидві поверхні голі, абаксіально бліда, адаксіально зелена чи тьмяно-зелена, край цілий чи на пагонах чи дистальній частині гілок неправильно зубчастий, верхівка гостра, тупа чи округла. Чоловіча сережка еліпсоїдна чи коротко циліндрична, 15(25) × 10–12 мм. Чоловіча квітка: тичинок 2. Жіноча сережка 1–3 × 0.8–1 см. Жіноча квітка: зав'язь вузькоконічна, ≈ 2 мм, запушена. Коробочка ≈ 7 мм, волосиста.

## Середовище проживання
Китай [Хейлунцзян, Цзілінь, Ляонін, Внутрішня Монголія, Сіньцзян], Японія, Монголія, пд.-аз. Росія. Населяє гірські схили, ліси.